# Коточигівське сільське поселення
Коточи́гівське сільське поселення (рос. Коточиговское сельское поселение) — муніципальне утворення у складі Вікуловського району Тюменської області, Росія.
Адміністративний центр — село Коточиги.

## Населення
Населення — 754 особи (2020; 794 у 2018, 892 у 2010, 1201 у 2002).

## Склад
До складу поселення входять такі населені пункти:
| Населений пункт         | Населення, осіб (2002) | Населення, осіб (2010) |
| ----------------------- | ---------------------- | ---------------------- |
| Александровка, присілок | 9                      | 4                      |
| Анценськ, присілок      | 24                     | 18                     |
| Базаріха, село          | 235                    | 174                    |
| Бородіно, село          | 194                    | 137                    |
| Коточиги, село          | 702                    | 532                    |
| Красна Єлань, присілок  | 37                     | 27                     |